# Julia Levina
Julia Aleksandrovna Levina (ryska: Юлия Александровна Левина), född den 2 januari 1973 i Saratov i Ryssland, är en rysk roddare.
Hon tog OS-brons i scullerfyra i samband med de olympiska roddtävlingarna 2000 i Sydney.